# Đường Yaowarat
Đường Yaowarat (tiếng Thái: ถนนเยาวราช, phát âm [tʰā.nǒn jāw.wā.râːt]; tiếng Trung: 耀華力路) nằm ở quận Samphanthawong là một tuyến đường huyết mạch của Phố Tàu Bangkok. Phố người Hoa hiện đại bao phủ một khu vưc lớn của Yaowarat và Đường Charoen Krung. Nó là nơi trung tâm trao đổi chính của cộng đồng người Hoa từ khi họ chuyển đến đây từ hơn 200 năm trước mở đường cho việc xây dựng Wat Phra Kaew và Cung điện Hoàng gia Thái Lan. Nằm gần đó là Phahurat hoặc Tiểu Ấn Độ. Khu vực này nằm giáp với Sông Chao Phraya từ phía Tây đến phía Nam. Đường Yaowarat còn được biết đến với đồ ăn đa dạng, và vào ban đêm biến thành một "phố ẩm thực" lớn thu hút khách du lịch và người dân địa phương từ khắp thành phố.

## Lịch sử
Phố người Hoa là một trong những khu vực lâu đời của Bangkok. Đó là kết quả của việc người Hoa nhập cư tại bờ Tây của sông Chao Phraya sau khi Vua Rama I dời đô từ Thonburi đến Rattanakosin. Từ đó thương gia người Hoa hoạt động giao thương tàu thuyền giữa (Xiêm) và Trung Quốc vào thời Rattanakosin. Vào cuối năm 1891, Vua Rama V đã đề xuất xây dựng nhiều đường, trong đó có đường Yaowarat. Khu vực này sẽ trở nên có nhiều đường sá hơn thay thế những đồng rộng và kênh rạch trước đây. Phố người Hoa không chỉ bao gồm đường Yaowarat, nó còn bao gồm Đường Charoen Krung, Đường Mangkon, Songwat, đường Songsawat, Ratchawong, và Chakkrawat. Chợ Sampheng của Yaowarat nằm ở khu vực trung tâm. Người ta nói rằng con đường này có hình dạng giống thân cong của một con rồng, khiến nơi đây trở thành địa điểm tốt lành cho việc kinh doanh. Vì nó được xây dựng theo chính sách của nhà vua để tránh khu nhà ở tập thể của người dân hiện hữu. Đường Yaowarat có chiều dài 1,5 km (0,93 mi), rộng 20 m (65 ft) và mất 8 năm để xây dựng (1892–1900).

## Vận chuyển
Có nhiều tuyến xe buýt đi qua đường Yaowarat như 3-35, 4 (3-36), 7 (4-36), 25 (3-7E), 40 (4-39), 53 (2-9), và có 4 trạm xe buýt tại Thian Fah Foundation Hospital, Chaloem Buri, Talat Kao (chợ cũ), với Wat Tuek.
Trên đường còn có ga Wat Mangkon thuộc tàu điện ngầm MRT thuộc Tuyến Xanh Dương chạy dọc theo đường Charoen Krung.